# Cinéma lituanien

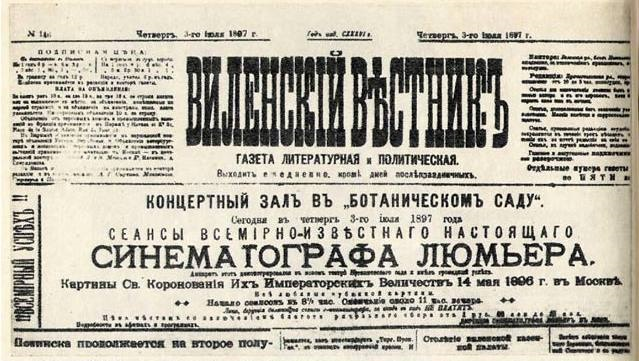
Une de presse de 1897 traitant de la première projection d'un film à Vilnius

L'histoire du cinéma lituanien remonte à l'année 1909 avec les courts métrages tournés par Antanas Račiūnas et Ladislas Starewitch.
Parmi les grands cinéastes européens, figurent Šarūnas Bartas (1964-) et Marc Sorkin (1902-1986).
Sont également reconnus au niveau international le documentariste Audrius Stonys (en), ainsi que Arunas Matelis, Kristijonas Vildžiūnas et Valdas Navasaitis.
Sont d'origine lituanienne les frères Adolfas Mekas et Jonas Mekas.

## Histoire

### 1896-1918
En 1896, on réalise à Vilnius des séances de photographie animée en direct, façon Thomas Edison.
En 1897, les premières projections de films français, façon Lumière ou américains, avec disques phonographiques, attirent la population.
En 1906, ouvrent les premières salles destinées au cinéma.
En 1909, le pionnier du cinéma lituanien Ladislas Starewitch (1882-1966), d'origine polonaise, réalise des courts-métrages d'animation, d'abord pour le musée ethnographique de Kaunas (Kovno) : La Lutte des cerfs-volants (1909), La Belle Lucanide (1910), La Vengeance du ciné-opérateur (1912), La Cigale et la Fourmi (1913). Son parcours se poursuit à Moscou puis Paris.

### 1918-1940: Première république
Des sociétés de production cinématographiques se créent, de même que des écoles de formation, dès 1926.
Des réalisateurs sont appréciés : Jurgis Linartas, Vladas Sipaitis, ou encore G. Jankauskas pour le cinéma documentaire.
En 1931, est fondé le premier magazine cinématographique lituanien, Kino naujienos (Cinéma news).
Parmi les films notables (conservés) :
- Rūpestingas tėvas (Père attentionné) (1927),
- Lietuvos gynėjas  (Le soldat défenseur de la Lituanie) (1928),
- Onytė ir Jonelis (Onytė et Jonel) '1931),
- Storulio sapnas, de Stasys Ušinskas, premier film parlant lituanien.

### 1940-1990: Lituanie soviétique
La République socialiste soviétique de Lituanie (1940-1941), sous laquelle est fondé en 1940 le "Lithuanian Republican Newsreel Studio", futur Lietuvos kino studija (1962), dure peu. 
C'est très vite l'occupation et annexion des pays baltes, l'occupation de la Lituanie pendant la Seconde Guerre mondiale (1941-1945) : contexte de l'occupation des pays baltes, collaboration lituanienne, résistance lituanienne, shoah en Lituanie.
La RSS de Lituanie est rétablie en 1944, jusqu'à la Révolution chantante (1986-1990) (Voie balte).
Dans la diaspora lituanienne, Jonas Mekas (1922-2019) et son frère Adolfas Mekas (1925-2011) fondent aux États-Unis le magazine Film Culture (en) (1954-1998), puis avec d'autres passionnés The Film-Makers' Cooperative (en) en 1961, et en 1970 avec d'autres cinéastes du courant cinématographique expérimental underground, l'Anthology Film Archives.
Jusqu'en 1956, tout le travail cinématographique lituanien s'effectue en collaboration dans le cadre du monde soviétique, sous direction ou supervision du Mosfilm ou de Lenfilm.
Le film le plus représentatif de la période reste Marytė (Mарите, 1947), de Vera Stroïeva (1903-1991), en hommage à Marytė Melnikaitė (1923-1943), seule Lituanienne Héros de l'Union soviétique.
Raimondas Vabalas, en 1964, réalise le premier film lituanien en couleur Marš, marš, tra-ta-ta!,.
La première déstalinisation permet la réalisation de quelques films notables :
- Zydrasis horizontas (l'Horizon Bleu)[4] (1957), film pour enfants, de Vytautas Mikalauskas (lt) (1921-2002)[5],
- Adomas nori bnuti žmogumi (Adam veut être un homme) (1959), de Vytautas Žalakevičius (1930-1996),
- Jausmai (en) (Sentiments ) (1968), de Algirdas Dausa (1940-2017) et Almantas Grikevičius (1935-2011),
- Vasara baigiasi rudenį (L'été se termine en automne) (1981), de Gytis Lukšas (lt) (1946-).

Le Centre cinématographique lituanien, créé en 2012, a contribué à la restauration d'une partie des films de l'époque, ce que la cinémathèque française a fêté.
La perestroïka (1985-1991) accélère des réformes, qui permettent, par exemple, à Šarūnas Bartas de créer en 1989 son propre studio, Studija Kinema.

## Personnalités

### Quelques réalisateurs
- Réalisateurs lituaniens

- Marionas Gedris (1933-)
- Almantas Grikiavitchius (1935-)
- Raimondas Vabalas (1937-)
- Vitautas Jalakiavitchius (1930-)
- Janina Lapinskaitė (1953-)
- Arūnas Žebriūnas (1931-2013)
- Arūnas Matelis (en) (1981-)
- Alan Melikdjanian (1980-)
- Šarūnas Bartas (1964-)
- Artūras Barysas (en) (1954-2005)
- Romas Lileikis (en) (1959-)
- Adolfas Mekas (1925-2011)
- Jonas Mekas (1922-2019)
- Algimantas Puipa (en) (1961-)
- Ladislas Starewitch (1882-1965)
- Donatas Ulvydas (lt) (1975-)
- Raimondas Vabalas (1937-2001)
- Jonas Vaitkus (en) (1944-)
- Emilis Vėlyvis (en) (1979-)
- Vytautas Žalakevičius (1930-1996)

### Quelques acteurs
- Acteurs lituaniens
- Donatas Banionis
- Juozas Budraitis
- Liubomiras Laucevicius

### Quelques actrices
- Actrices lituaniennes
- Ingeborga Dapkūnaitė
- Lina Braknytė
- Janina Lapinskaitė
- Emilija Danilevičiūtė (1922-2003)
- Olita Dautartaitė

## Œuvres

### Quelques films
- Films lituaniens
- Liste chronologique des films lituaniens depuis 1909 (en)
- Liste de films proposés pour l'Oscar du meilleur film en langue étrangère (en)

- 1930 : Le petit soldat lituanien
- 1931 : Onite et Ionelis
- 1947 : Marité
- 1953 : L'Aube sur le Niémen
- 1956 : Le noyé, Le retour d'Ignotas
- 1960 : Les héros vivants
- 1962 : Les pas dans la nuit
- 1963 : Chronique d'un jour
- 1964 : La Fille à l'écho (Le dernier jour de vacances) d'Arūnas Žebriūnas
- 1965 : Personne ne voulait mourir
- 1965 : Le Petit Prince d'Arūnas Žebriūnas
- 1969 : La Belle
- 1970 : L'Eté des hommes
- 1971 : Les plaies de la terre
- 1972 : Ce doux mot : Liberté
- 1978 : Les Centaures
- 2023 : Slow de Marija Kavtaradze :

## Institutions
- Festival international du film de Vilnius
- Kaunas International Film Festival (en)
- Lietuvos kino studija (1940-)
- Sidabrinė gervė, prix lituaniens pour le cinéma